# Ade Laoye
Ade Laoye es una actriz nigeriana-estadounidense. Se graduó de la Universidad Estatal de Pensilvania, donde estudió Artes Teatrales.
Ade Laoye protagonizó por primera vez Knocking on Heaven's Door de Emem Isong. Ade también apareció en Lunch Time Heroes de Seyi Babatope y en una serie de Africa Magic, Hush de Oye Agunbiade. Ade Laoye junto con otras actrices de Nollywood, Kehinde Bankole, Munachi Abii y Omowumi Dada, fueron los papeles principales de la adaptación cinematográfica de la serie de blogs de Tunde Leye, Finding Hubby.
Ade Laoye fue nominada al premio Barrymore al mejor reparto en un musical que actuó en The Arden Theatre Company.

## Filmografía
- The Black Book (2023)
- Ayinla (2021)
- A Naija Christmas (2021)
- Collision Course (2021)
- Finding Hubby (2020)[5]
- Lizard (2020)
- A Second Husband (2020)
- Walking with Shadows (2019)[6]
- Oga John (2019)
- Knockout Blessing (2018)
- Castle & Castle (2018)
- You Me Maybe (2017)
- Hush (2016)[7]
- Erased (2015)
- Lunch Time Heroes (2015)
- Dowry (2014)
- Knocking on Heaven's Door (2014)